# Brainville (együttes)
A Brainville  a canterburyi szcénához tartozó szupergrup, mely Hugh Hopper (basszusgitár) és Daevid Allen (gitár) köré szerveződött. Korábban mindketten a Soft Machine-ben játszottak.
Az együttes kvartettként indult Pip Pyle-lal (dobok) és Mark Kramerrel (billentyűs hangszerek, producer). Ugyanazon az estén két koncertet adtak a New York-i Knitting Factory-ben, 1998-ban, majd egy nappal később elvonultak Kramer  New Jersey-i, Kramer's Noise  nevű  stúdiójába és felvették a The Children's Crusade című albumot, amely a következő évben jelent meg Kramer Shimmy-Disc nevű kiadójánál. Trióvá redukálódva 2004-ben jelent meg a Brainville: Live in the UK című albumuk "Daevid Allen with Hugh Hopper and Pip Pyle" név alatt.
Az együttes 2005 és 2008 között Allen, Hopper és Chris Cutler (dobok) felállásban, Brainville 3 néven koncertezett. 2008-ban kiadtak egy koncert albumot Trial by Headline címmel.
Ebben az összetételben léptek fel 2006 októberében a Canterbury Festival-on is.

## Diszkográfia
Brainville
- The Children's Crusade (1999., CD, Shimmy Disc, USA)

Brainville 3
- Trial by Headline (2008., CD, Recommended Records, Egyesült Királyság)

## Fordítás
Ez a szócikk részben vagy egészben  a   Brainville (band) című angol Wikipédia-szócikk ezen változatának fordításán alapul.  Az eredeti cikk szerkesztőit annak laptörténete sorolja fel. Ez a jelzés csupán a megfogalmazás eredetét és a szerzői jogokat jelzi, nem szolgál a cikkben szereplő információk forrásmegjelöléseként.